# 形質転換
分子生物学において形質転換（けいしつてんかん、Transformation）は、細胞外部からDNAを導入し、その遺伝的性質を変えること、またその操作を意味する。
英語のtransformation には上記の意味に加えて、正常な動物細胞が無制限に分裂を行うようになる、つまりがん化の意味（悪性形質転換を参照）や、化生の中で特にダイナミックなもの（幹細胞まで脱分化したり組織の基本形の壁を越えて変化したりするもの）の意味を含み、混同を避けるため、動物細胞への遺伝子導入はトランスフェクション（英：transfection）が通常使用される。またファージやウイルスを用いた遺伝子導入は形質導入（英：transduction）と呼ばれる。
形質転換は、1928年フレデリック・グリフィス（Frederick Griffith）によって肺炎双球菌に対する実験（グリフィスの実験）により発見された。自然界において普通に起こりうる形質転換は実験室内においては人為的に作成出来るようになった。
バクテリアに対する形質転換としては、電気パルスにより瞬間的に細胞に穴を開けるエレクトロポレーション法や、塩化カルシウム存在下でコンピテントセル化した菌を用いる方法が広く使用されている。通常はファージ、プラスミドなどのベクターを用いて外来遺伝子を導入する。植物細胞に対してはアグロバクテリウム、パーティクル・ガン法やエレクトロポレーションがよく使用される。糸状菌などに対してはプロトプラスト-PEG法やエレクトロポレーション法、酵母に対してはLi法などがよく使用される。また、この他にもBiolistic法などもある。
これらの形質転換法は、生物学の研究にとって欠かすことのできないツールである。この形質転換法の開発によって、現在のバイオテクノロジーの発展があった。
応用としては発現誘導プロモーターを用いた転換、ジーントラップ法、エンハンサートラップ法、アクティベーションタギング法などが挙げられる。